# German Josef Krieglsteiner
German Josef Krieglsteiner (ur. 8 września 1937 w Žluticach w Czechosłowacji, zm. 5 grudnia 2001) – niemiecki mykolog.

## Życiorys i praca naukowa
Był synem nauczycielskiego małżeństwa. W 1961 r. ukończył studia biologiczne na Wyższej Szkole Pedagogicznej w Schwäbisch Gmünd. Po ukończeniu studiów pracował jako nauczyciel w Heilbronn, Vaihingen i Bernhausen/Fildem, a póćniej na stanowisku wykładowcy dydaktyki biologii w Wyższej Szkole Pedagogicznej w Schwäbisch Gmünd. Od 1974 do 1976 był wiceprzewodniczącym Wielkiego Senatu tej uczelni. Działał także w różnych organizacjach ochrony przyrody. Przez wiele lat był prezesem Niemieckiego Towarzystwa Mykologicznego i redaktorem czasopisma naukowego Zeitschrift für Mykologie. Brał udział w opracowywaniu mapy rozprzestrzenienia grzybów w Schwäbisch Gmünd, a później, we współpracy z kilkoma innymi mykologami niemieckimi w opracowaniu mapy rozprzestrzenienia grzybów w Niemczech, pokonując w czasie tej pracy tysiące kilometrów. Ma pięcioro dzieci, a syn jest również mykologiem.
W naukowych nazwach utworzonych przez niego taksonów dodawany jest skrót jego nazwiska Krieglst. Uhonorowano go jego nazwiskiem nazywając wiele taksonów, m.in. Clavaria krieglsteineri, Crepidotus krieglsteineri, Melanoleuca krieglsteineri, Krieglsteinera lasiosphaeriae, Krieglsteinera i rodzina Krieglsteineraceae.